# Riesen-Bärenklau
Der  Riesen-Bärenklau (Heracleum mantegazzianum Sommier & Levier, Syn. Heracleum giganteum Hornem.), auch Bärenkralle, Herkulesstaude oder Herkuleskraut genannt, ist eine Pflanzenart aus der Gattung Bärenklau (Heracleum) innerhalb der Familie der Doldenblütler (Apiaceae). Sie ist eine zwei- bis mehrjährige, wenn unbeeinflusst einmalblühende (hapaxanthe) krautige Pflanze. Ursprünglich stammt sie aus dem Kaukasus und ist in Europa und Nordamerika ein invasiver Neophyt.
Die Pflanze bildet photosensibilisierende Substanzen aus der Gruppe der Furocumarine, die in Kombination mit Sonnenlicht oder auch stärkerem Lampenlicht phototoxisch wirken. Berührungen in Verbindung mit Tageslicht können bei Menschen und anderen Säugetieren zu schmerzhaften Quaddeln und Blasen führen, die schwer heilen und wie Verbrennungen erscheinen (Photodermatitis). Es wird deshalb empfohlen, beim Umgang mit der Pflanze vollständige Schutzkleidung zu tragen, zu der auch ein Gesichtsschutz gehört.
Der Riesen-Bärenklau wurde 2008 zur Giftpflanze des Jahres gewählt.

## Beschreibung
Verwechslungsmöglichkeiten bestehen in Mitteleuropa vor allem mit den großen einheimischen Doldenblütlern Wiesen-Bärenklau (Heracleum sphondylium) und Engelwurzen (Wald-Engelwurz, Angelica sylvestris und Arznei-Engelwurz, Angelica archangelica).

### Erscheinungsbild und Laubblatt

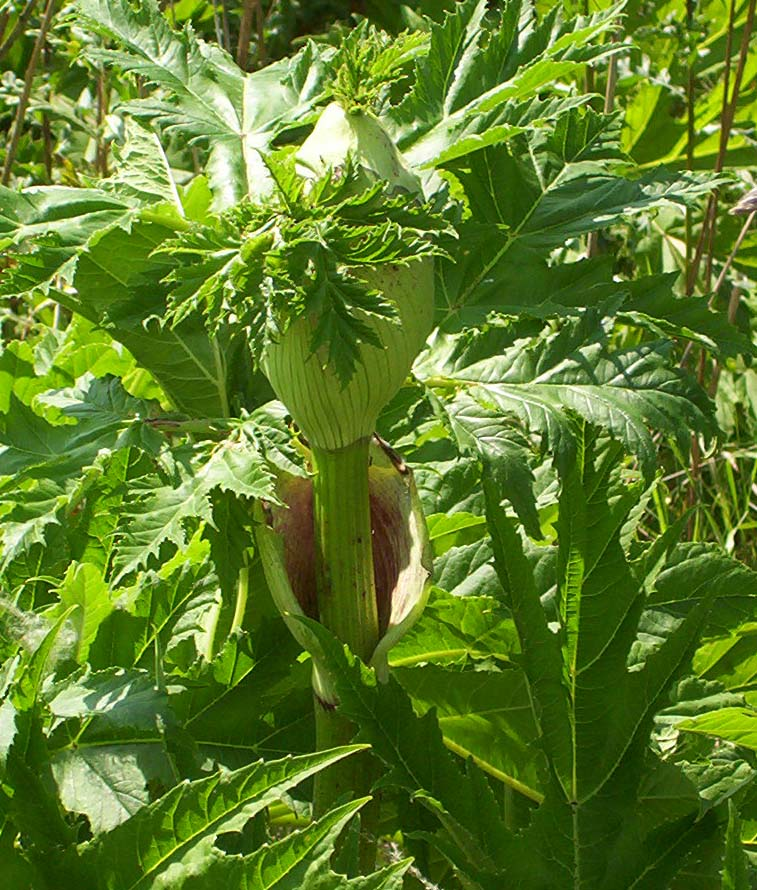
Noch von Blattscheiden knospig umhüllter Blütenstand des Riesen-Bärenklaus

Der Riesen-Bärenklau wächst als zwei- bis mehrjährig-einmalblühende krautige Pflanze und erreicht als zweijährige Pflanze oft innerhalb weniger Wochen eine Wuchshöhe bis zu 3 Metern. Das größte bisher gemessene Pflanzenexemplar, das ins Guinness-Buch der Rekorde eingetragen wurde, erreichte eine Wuchshöhe von 3,65 Metern. Der mäßig dicht behaarte und meist purpurn gefleckte Stängel hat an seiner Basis einen Durchmesser von 2 bis 10 Zentimetern. Er besitzt oft zahlreiche große, dunkle oder weinrote Flecken.
Die wechselständig angeordneten Laubblätter sind in Blattstiel und Blattspreite gegliedert und erreichen normalerweise eine Länge von 1 Meter, können jedoch samt Blattstiel auch 3 Meter lang werden. Die Blattspreite kann drei- oder fünf- bis neunteilig fiederschnittig sein. Die seitlichen Blattabschnitte können mehr als 1 Meter lang und mehr als 20 Zentimeter breit sein und sind meist ebenfalls tief geteilt.

### Blütenstand, Blüten und Frucht

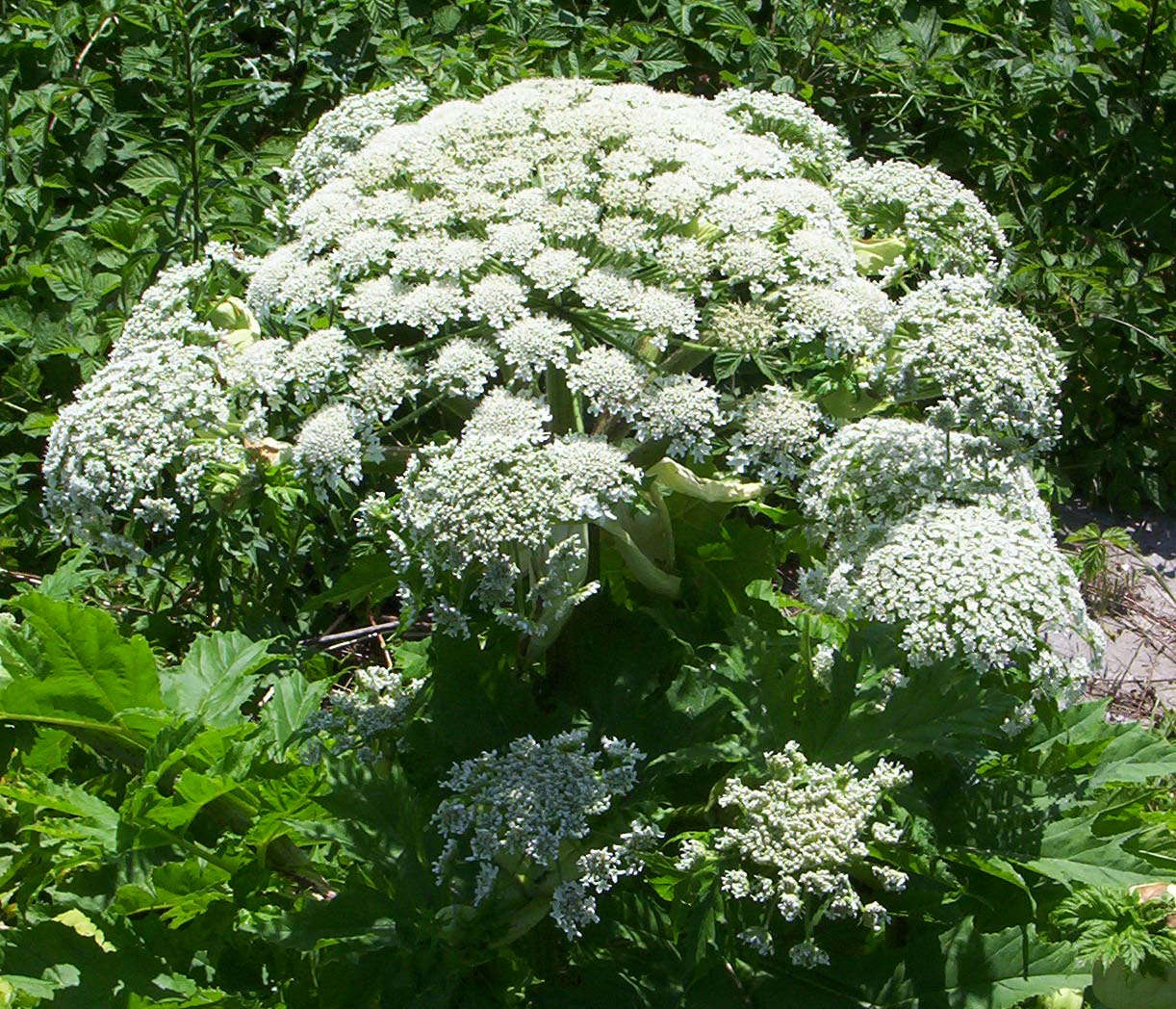
Hauptdolde mit ungewöhnlicherweise mehr als fünf Nebendolden

Die sehr großen zentralen Blüten-Doppeldolden erreichen häufig einen Durchmesser von 30 bis 50 Zentimetern. Sie sind 30- bis 150-strahlig. Die Dolden einer einzigen Pflanze können bis zu 80.000 Einzelblüten enthalten und bis zu 15.000 Früchte (Doppelachänen mit jeweils zwei Samen) ausbilden. Die äußeren Blüten sind einseitig, vom Zentrum nach außen hin vergrößert (strahlend). Ihr Durchmesser beträgt 1 bis 2 Zentimeter. Der Durchmesser der Blüten im Inneren der Dolden dagegen beträgt nur 4 bis 8 Millimeter. Die Blütenfarbe ist weiß. Die Blütezeit erstreckt sich von Juni bis Juli.
Der Aufbau der Blüte entspricht der Grundform aller Doldenblütler und wird mit folgender Blütenformel beschrieben: {\displaystyle \star K_{5}\;\;C_{5}\;A_{5}\;G_{\overline {(2)}}}.
Die Achänen sind bei einer Länge von 10 bis 14 Millimetern sowie einem Durchmesser von 6 bis 8 Millimetern oval, flach, und haben aufwärtsgebogene, borstig behaarte Randrippen sowie je vier dunkle Ölstriemen. Nach der Bildung der Achänen stirbt das Pflanzenexemplar ab. Kommt es nicht zur Blüte und zum Reifen der Früchte, kann das Pflanzenexemplar mehrere Jahre leben. Aufgrund der hohen Zahl von Samen ist der Riesen-Bärenklau eine Pflanze mit ausgeprägter Ausbreitungsfähigkeit. Ihre Samen bleiben zudem über mehrere Jahre hinweg keimfähig. Auf die maximale Dauer der Keimfähigkeit kann aufgrund einzelner Erfahrungsberichte bei der Beseitigung von Riesen-Bärenklau-Pflanzen geschlossen werden. Bei zumindest einem Fall entstanden nach einer siebenjährigen Beweidung durch Schafe keine neuen Keimlinge mehr und der Bestand an dem Standort erlosch vollständig.

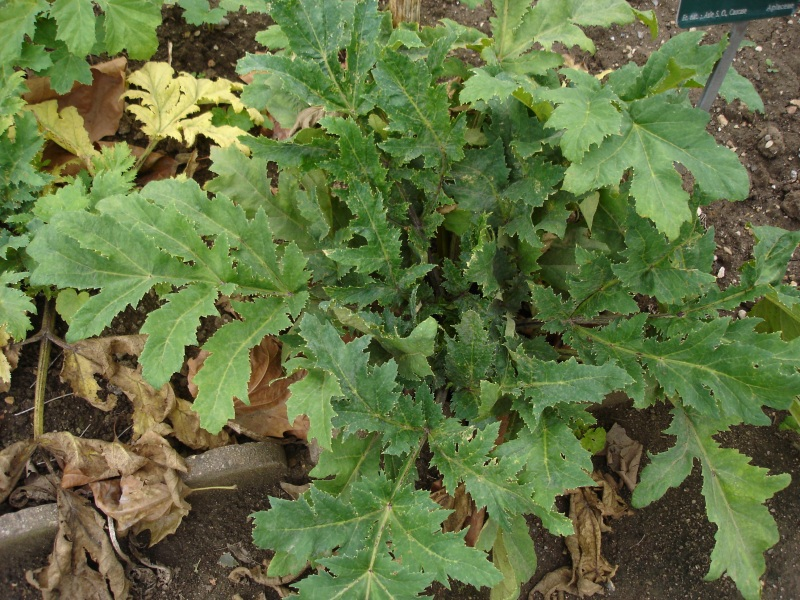
Austrieb einer Riesen-Bärenklau-Pflanze in ihrem 2. Jahr
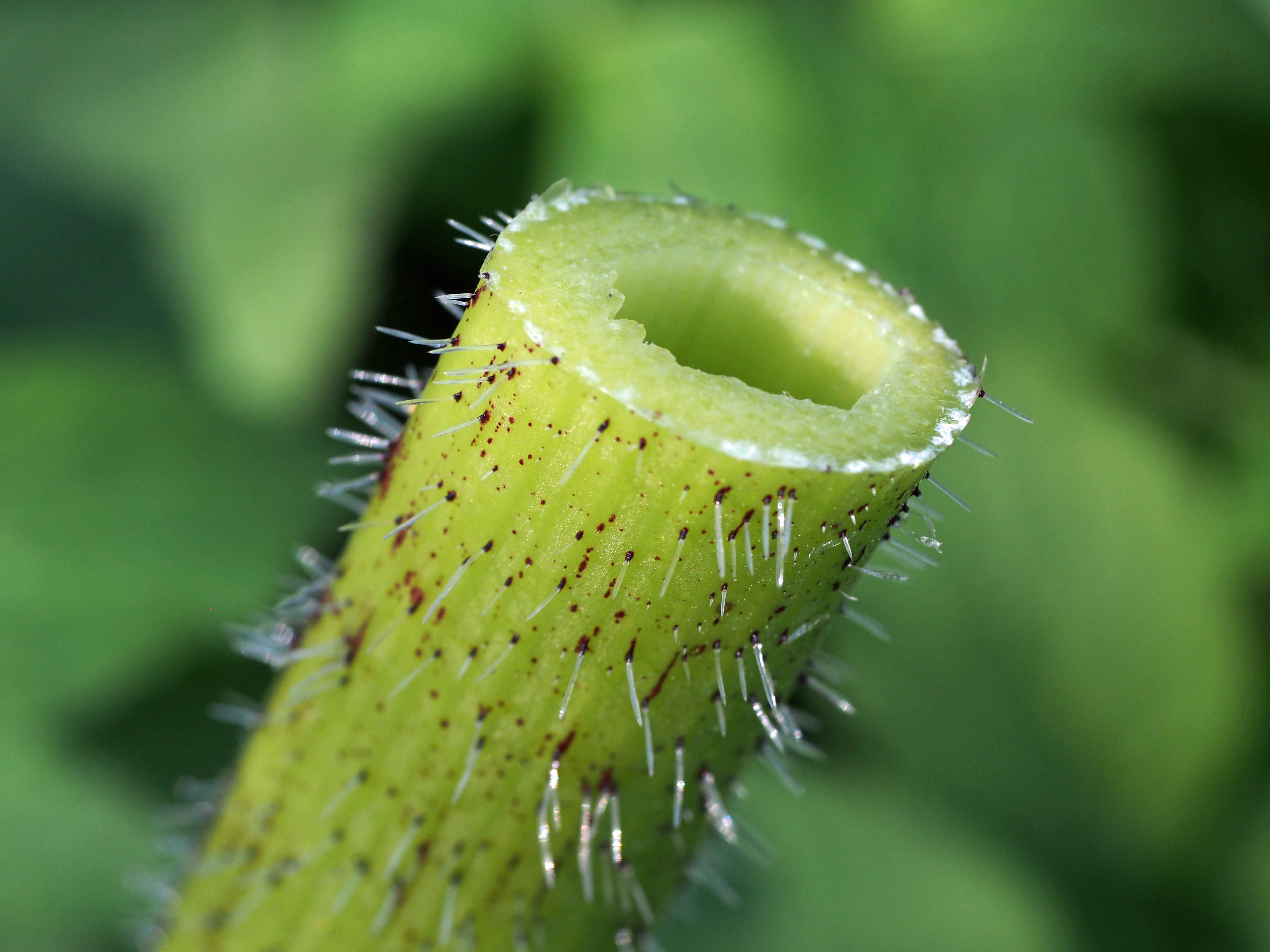
Stängel des Riesen-Bärenklaus, charakteristisch: kaum gefurcht und purpurne Flecken – im Gegensatz zum Wiesen-Bärenklau
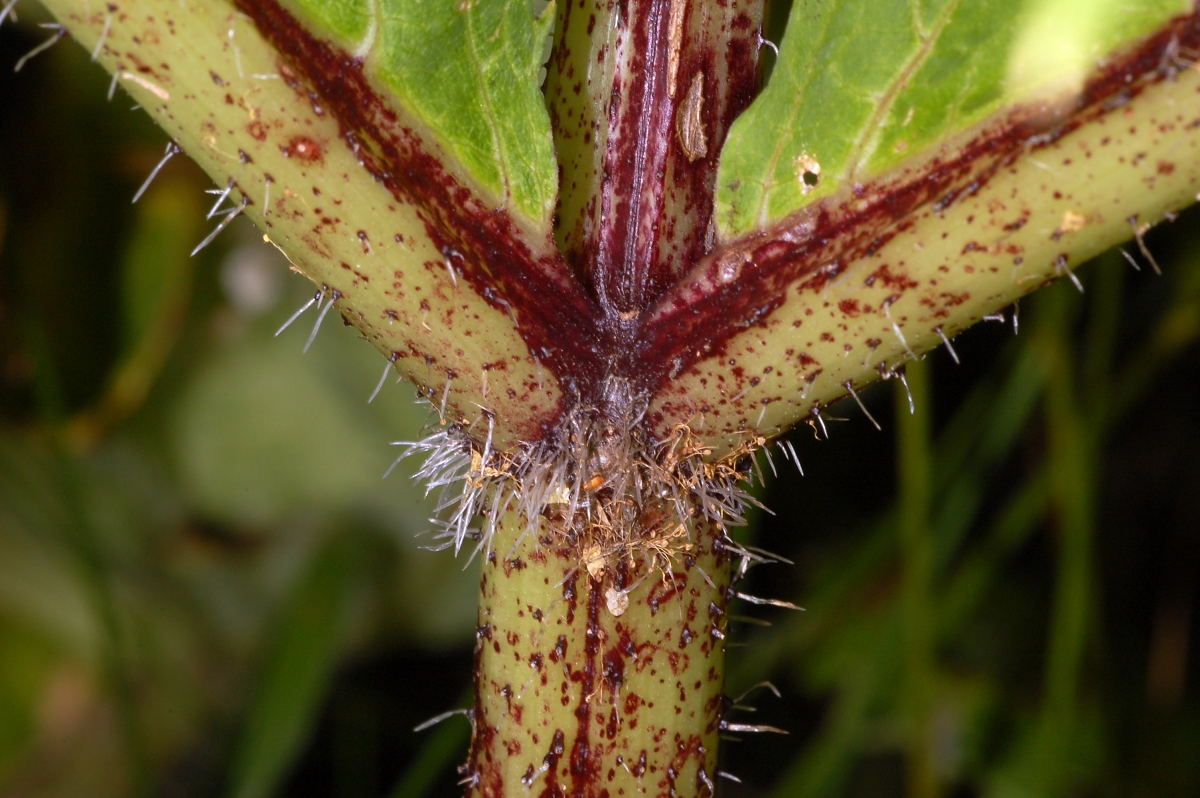
Behaarung des Stängels
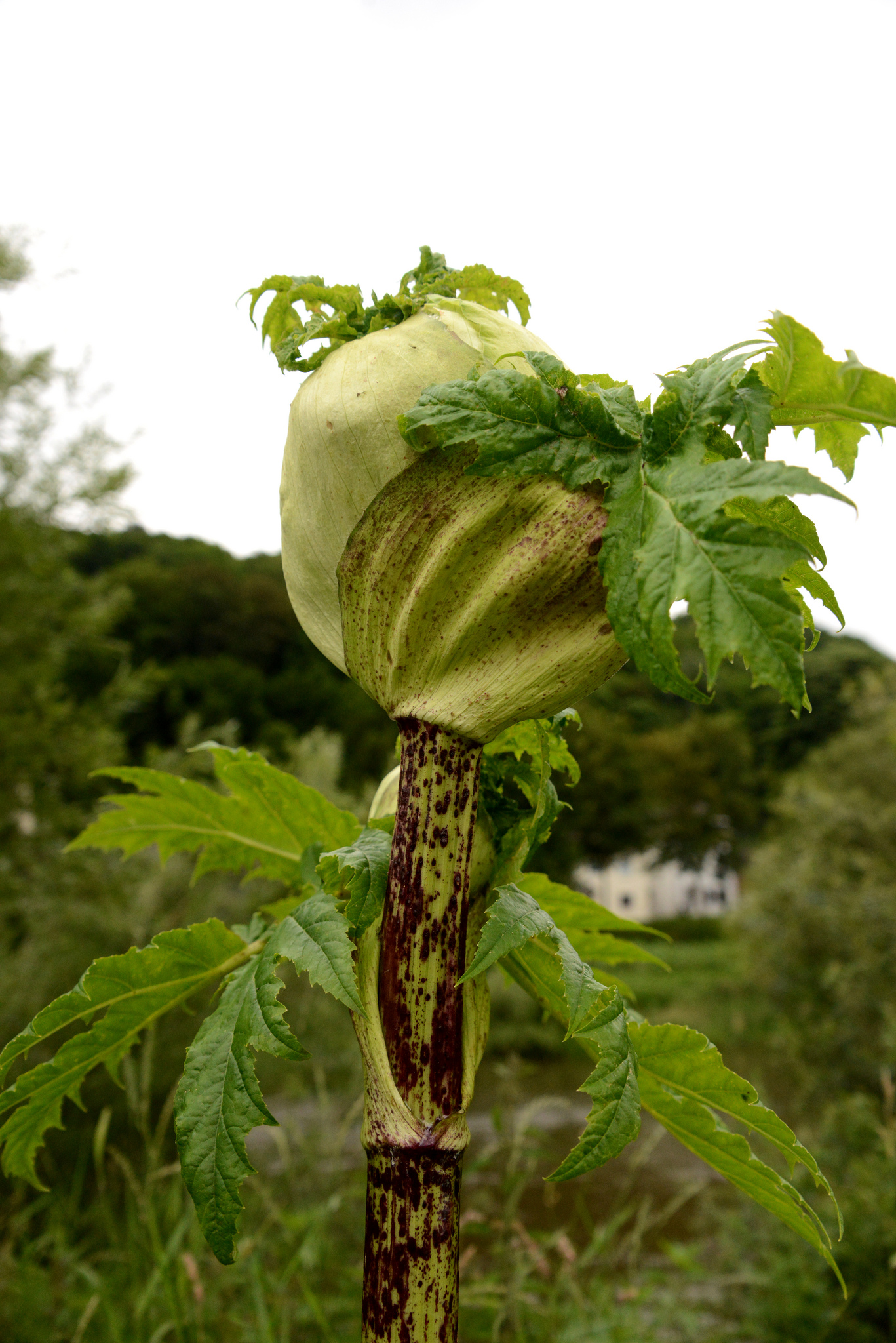
Riesenknospe, eine weite Blattscheide umgibt jeweils den Komplex der Doppeldolden bis zu deren Streckung
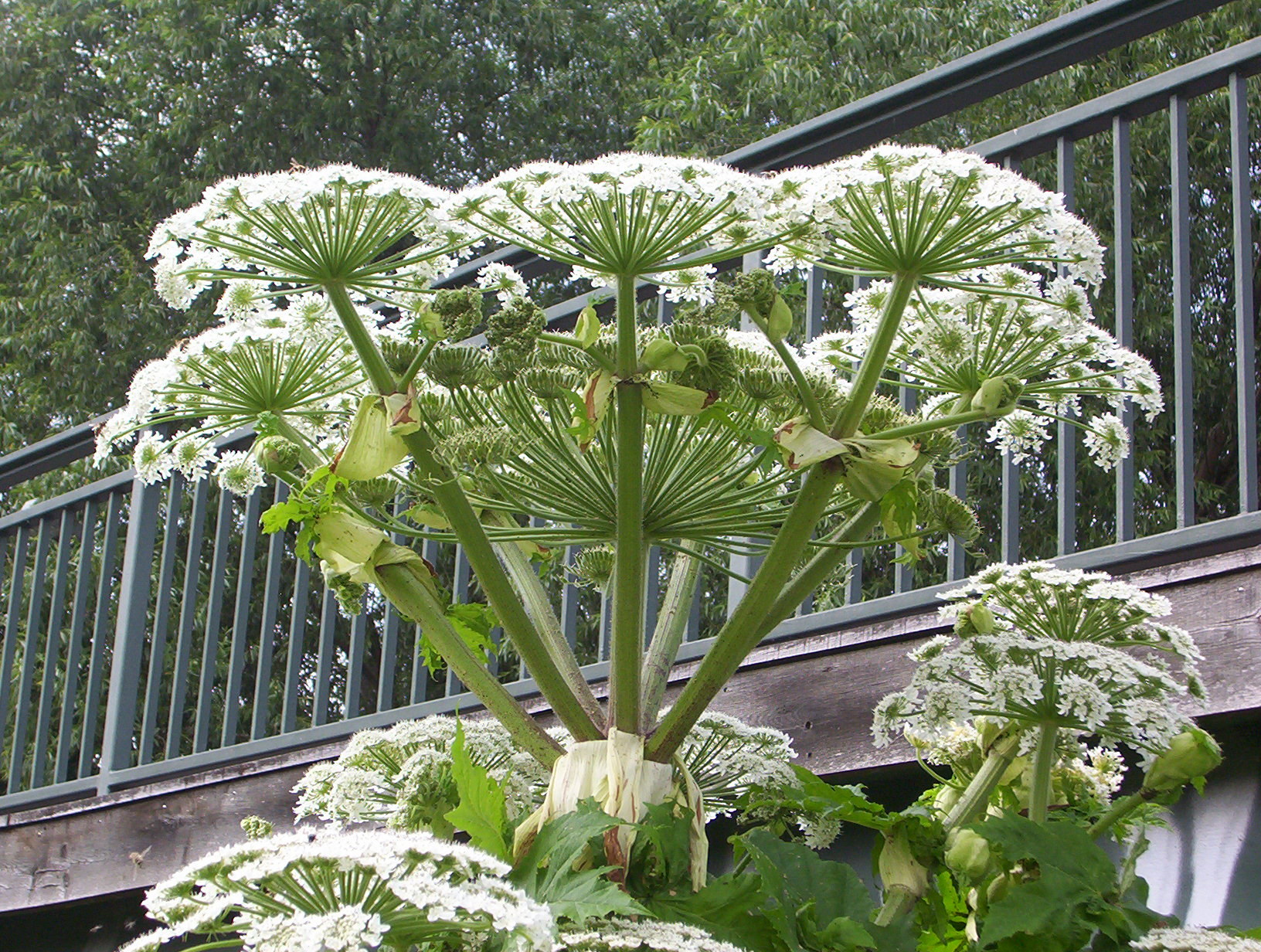
Hauptdolde mit Nebendolden von unten
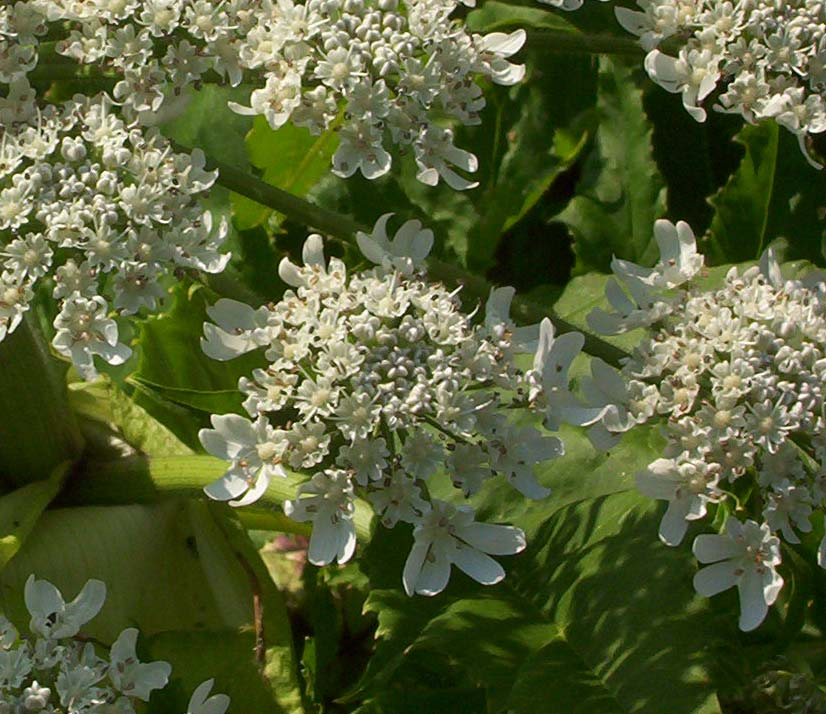
Nahaufnahme der Dolde mit strahlenden Randblüten der Döldchen
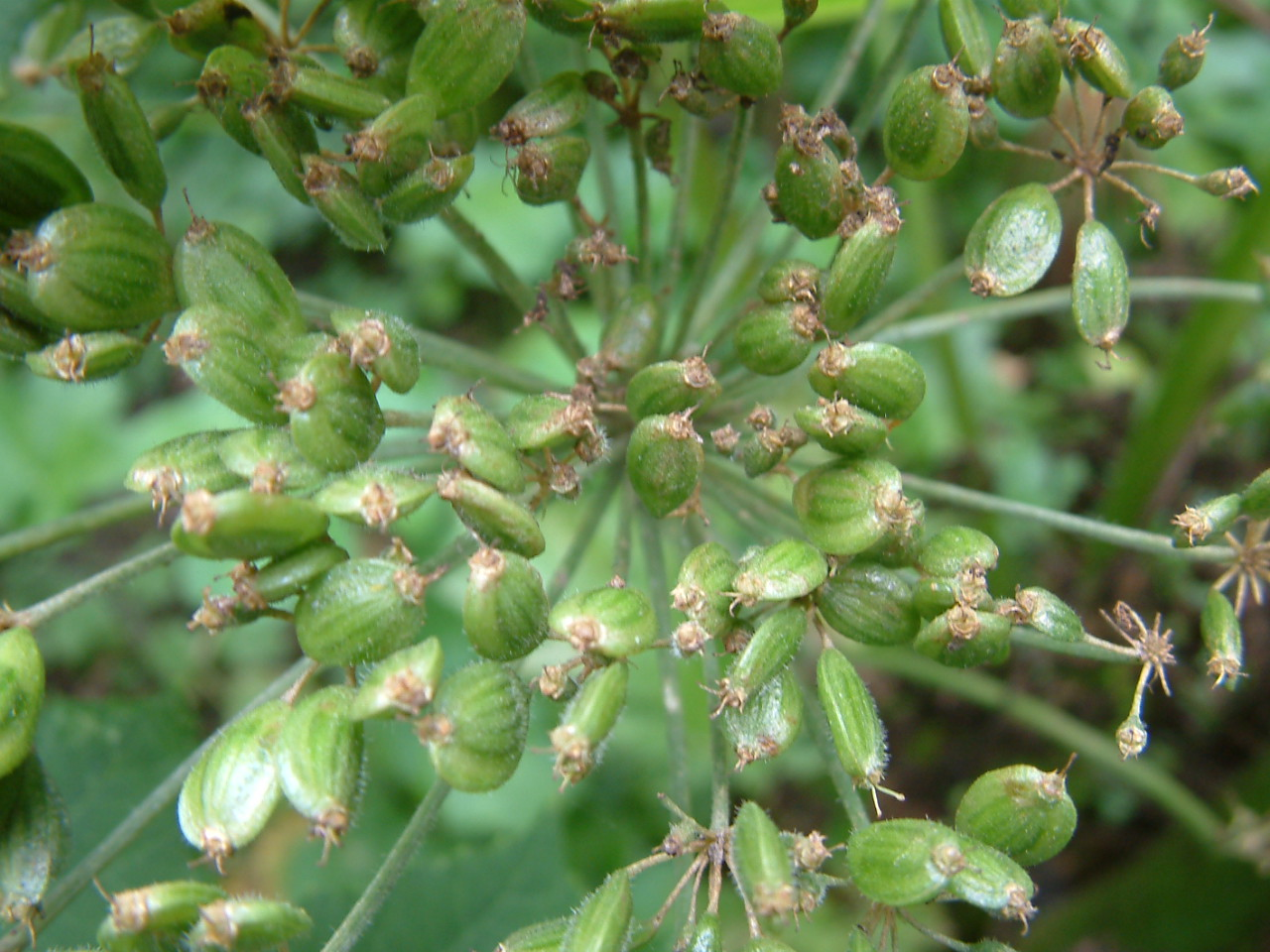
Fruchtstand mit noch unreifen Achänen im August, einige Zeit vor dem Absterben der Pflanze
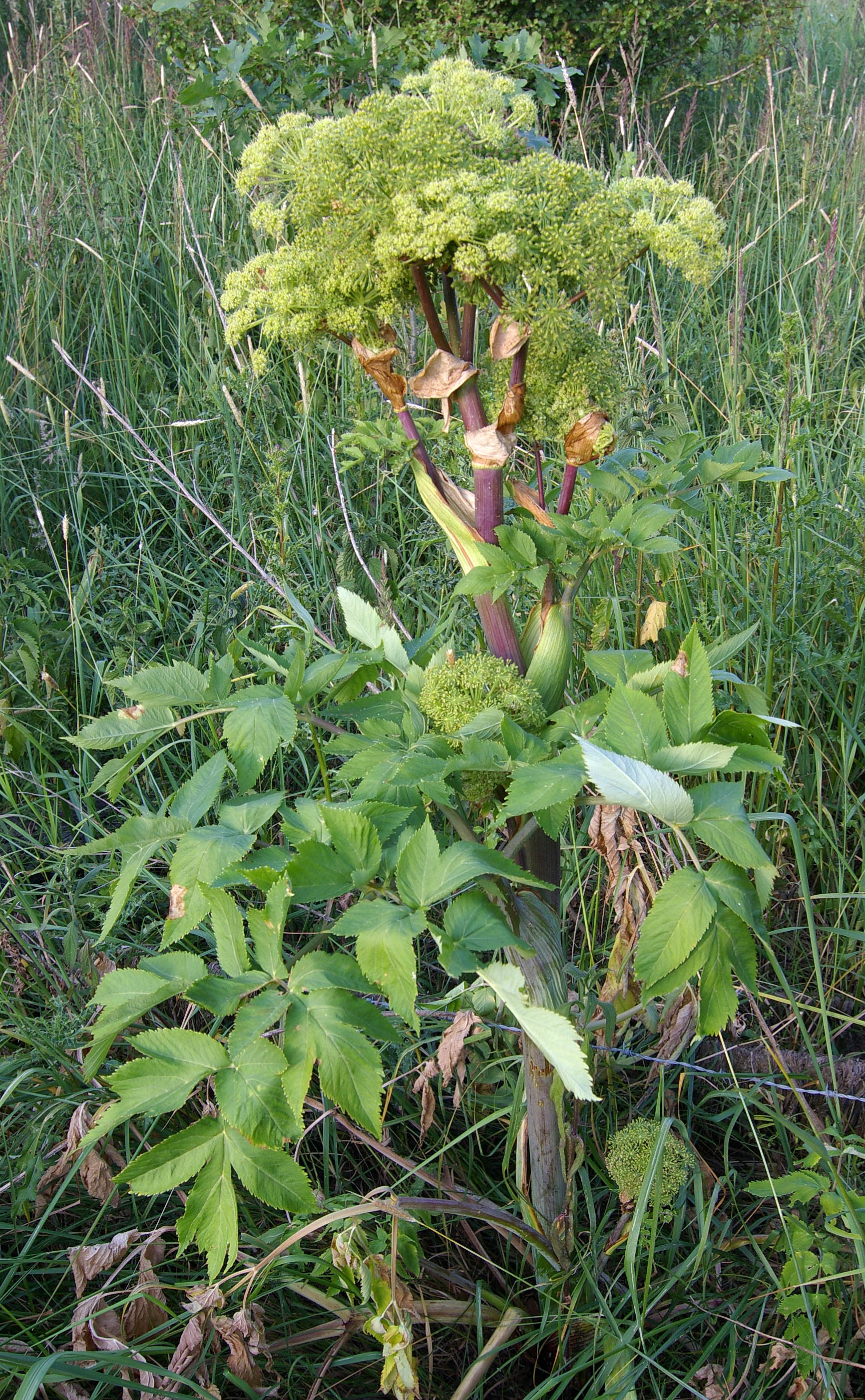
Die Arznei-Engelwurz kommt an ähnlichen Standorten vor und kann mit dem Riesen-Bärenklau verwechselt werden

### Chromosomenzahl
Die Chromosomenzahl beträgt 2n = 22.

### Wuchseigenschaften
Die Samen des Riesen-Bärenklaus keimen sehr früh im Jahr aus; zur Aufhebung der Keimruhe benötigen sie eine Frosteinwirkung. Abhängig vom Mikroklima des jeweiligen Standorts kann das bereits Anfang bis Mitte Februar geschehen. Zusammen mit dem starken Wachstum der Pflanzen hat der Riesen-Bärenklau damit gegenüber konkurrierenden Pflanzenarten einen wesentlichen Vorteil. Einjährige Pflanzen erreichen zu Beginn des Monats Mai, wenn die meisten in Mitteleuropa heimischen Pflanzen noch kein stärkeres Längenwachstum aufweisen, bereits eine Höhe von bis zu einem Meter. Die großen Blätter verschatten die übrige Vegetation und behindern damit deren Entwicklung. Ende Juni können ausgewachsene zweitjährige Pflanzen bereits eine Höhe von mehr als 3 Metern erreicht haben.
Die Pflanze speichert Stärke in einer rübenartigen Verdickung an der Basis des Sprosses und den oberen Teilen der Wurzel. Das ermöglicht ihr, sowohl im zweiten Jahr sehr früh auszutreiben als auch nach Rückschnitt erneut nachzutreiben. Der Riesen-Bärenklau kann daher trotz mehrfachen Mähens zur Blüte gelangen. Blüht und fruchtet das Pflanzenexemplar, wird dieses Speicherreservoir aufgebraucht und dieses Exemplar stirbt danach ab.

### Standortansprüche
Der Riesen-Bärenklau zählt zu den stickstoffliebenden Pflanzen, stellt ansonsten aber wenig Ansprüche an den Boden. Lediglich mit sehr sauren Böden kommt er nicht zurecht. Selbst wenn der Samen keimt, sterben Keimlinge in stark saurem Milieu (pH 3,3 und weniger) innerhalb weniger Wochen wieder ab. Zur Bildung von Dolden und damit von Diasporen kommt es nur an sonnigen Standorten. Pflanzen an Standorten mit wenig Sonnenbestrahlung können allerdings mehrere Jahre überleben, ohne zur Blüte zu gelangen.
Die ökologischen Zeigerwerte nach Landolt & al. 2010 sind in der Schweiz: Feuchtezahl F = 3+w (feucht, mäßig wechselnd), Lichtzahl L = 3 (halbschattig), Reaktionszahl R = 3 (schwach sauer bis neutral), Temperaturzahl T = 3+ (unter-montan und ober-kollin), Nährstoffzahl N = 5 (sehr nährstoffreich bis überdüngt), Kontinentalitätszahl K = 4 (subkontinental).

## Inhaltsstoffe
Der Riesen-Bärenklau enthält photosensibilisierende Substanzen sowie ätherische und fette Öle; letztere sind jedoch nur in den Ölstriemen der Früchte vorhanden. Zu den toxischen Komponenten zählen unter anderem die Furocumarine Xanthotoxin, Psoralen und Bergapten. Sie sind in fast allen Pflanzenbestandteilen enthalten. Giftfrei sind, soweit vorhanden, die weiße Innenauskleidung der hohlen Stängel; die Stängel selbst erst dann, wenn sie vollständig abgestorben sind und nur noch das weiße Zellskelett besteht.

## Vorkommen

### Natürliches Verbreitungsgebiet
Die Pflanze stammt ursprünglich aus dem Kaukasus und wird daher auch als Kaukasischer Bärenklau bezeichnet. Ihr natürliches Verbreitungsgebiet liegt im West-Kaukasus, westlich des Elbrus, wo sie vom Vorland des Gebirges bis in Höhen von 2200 Meter, oberhalb der Waldgrenze, verbreitet ist. In seiner Heimat ist Heracleum mantegazzianum auf Waldrändern und Lichtungen anzutreffen, in Uferzonen und in Bergregionen mit einer jährlichen Niederschlagsmenge von 1000 bis 2000 mm und gemäßigt-kontinentalem Klima mit heißen Sommern und kalten Wintern.

### Einführung nach Europa

Vorkommen in Europa

Der Riesen-Bärenklau wurde 1895 erstbeschrieben. Zahlreiche frühere Erwähnungen über Pflanzen in Gärten und Sammlungen, unter den Namen Heracleum giganteum (unter anderem erwähnt in einer als Erstnachweis viel zitierten Samenliste der Kew Gardens von 1817), Heracleum pubescens, Heracleum caucasicum und anderen, sind möglicherweise auf andere riesenwüchsige Bärenklau-Sippen des Kaukasus und umliegender Regionen, der Gattung Heracleum Sektion Pubescentia, besonders wohl Heracleum sosnowskyi, aber auch Heracleum persicum zu beziehen, sodass die frühe Ausbreitung unklar bleibt. Es wird aber allgemein angenommen, dass die Art große Teile Nordwest-Europas noch im 19. Jahrhundert erreichte. Dass die sehr auffällige Pflanze in Europa so spät bekannt wurde, hängt mit der politischen Geschichte des Raums zusammen. Der Westkaukasus, die Heimat der Art, das Siedlungsgebiet der Tscherkessen, war durch die Eroberungskriege Russlands und dessen Dauerkonflikt mit dem Osmanenreich lange Zeit für Forschungsreisende zu riskant und erst nach der „Befriedung“ zugänglich geworden. Nach der Expedition der Botaniker und Pflanzensammler Carlo Pietro Stefano Sommier und Émile Levier im Jahr 1887, die die Pflanze erstmals wissenschaftlich beschrieben, wurde sie rasch als Gartenpflanze über Europa verbreitet.
Als Zierpflanze wird der Riesen-Bärenklau noch zu Beginn des 21. Jahrhunderts gelegentlich in Gärten und Parks verwendet. Das wird wegen der unerwünschten Eigenschaften dieses invasiven Neophyten fachlich äußerst kritisch gesehen, daher ist seine Hortikultur beispielsweise in der Schweiz verboten.
Zur mitteleuropäischen Ausbreitung des Riesen-Bärenklau hat wesentlich beigetragen, dass der Pflanze ein wirtschaftlicher Nutzen unterstellt wurde. Imkern wurde er in der zweiten Hälfte des 20. Jahrhunderts wiederholt als Bienenweide empfohlen. Allerdings sind es – von unterhalb der hohen Dolden jedoch nicht erkennbar – überwiegend Mistbienen und eben nicht Honigbienen, die den offen dargebotenen Nektar aufnehmen. In der Forstwirtschaft verwendete man ihn, weil man mit den im Sommerhalbjahr dichten Beständen dieser Pflanze dem Wild zusätzliche Deckung geben wollte und der Überzeugung war, mit dieser Pflanze Böschungen befestigen zu können. Wegen dieses vermeintlichen wirtschaftlichen Nutzens wurde sie wiederholt in freier Natur angesalbt. In Deutschland ist das allerdings nach § 40 des Bundesnaturschutzgesetzes genehmigungspflichtig. Er wurde zudem in die Schwarze Liste der invasiven Neophyten der Schweiz aufgenommen und der Freisetzungsverordnung unterstellt.

### Rezente Verbreitungsgebiete

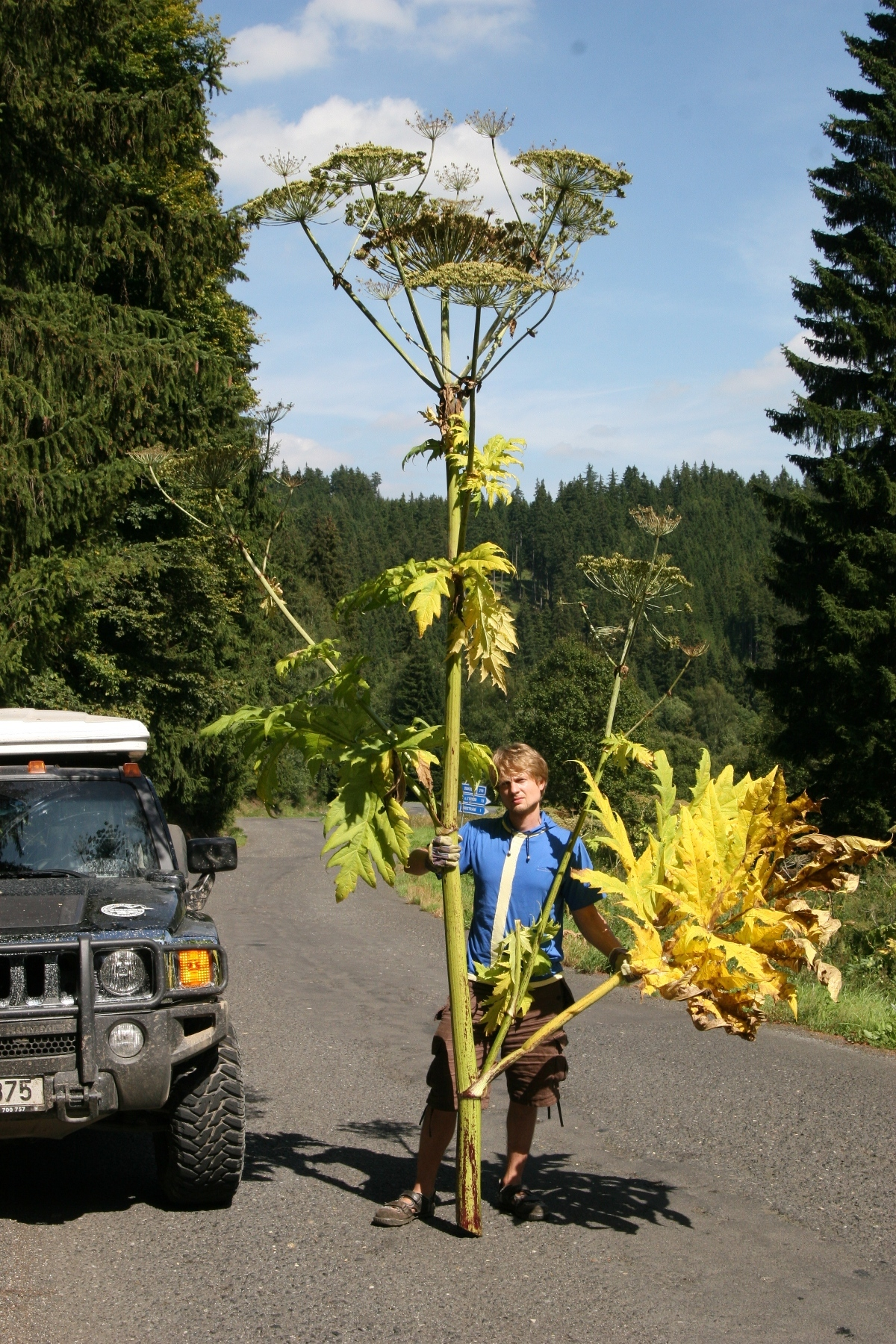
Größenvergleich mit einer Person (Tschechien)

Der Riesen-Bärenklau ist Anfang des 21. Jahrhunderts in ganz Mitteleuropa (Zentralrussland bis Frankreich, auf den Britischen Inseln, von Norwegen bis Ungarn) und Teilen Nordamerikas verbreitet.

### Rezente Standorte
Das Spektrum an Standorten in Europa, an denen der Riesen-Bärenklau gedeiht, ist sehr viel größer als im Ursprungsgebiet. Ausgehend von Gärten und Parks sowie insbesondere von Standorten, an denen der Riesen-Bärenklau angesamt wurde, wächst er an Straßenrändern, in Bach- und Flusstälern sowie auf Brachen. Er breitet sich in Europa auch auf trockeneren und wärmeren Standorten aus als in seiner Heimat und ist deshalb nicht nur in der Saumvegetation von Hecken, Waldrändern, Bächen und Flüssen zu finden, sondern auch auf Halden, Ruderalstandorten und in Naturschutzgebieten. Kartierungen der Ausbreitung zeigen, dass die Art mit menschlicher Bevölkerungsdichte, niedrigen Wintertemperaturen und tonigen Moränen korrelierte. Der Riesen-Bärenklau kommt in Deutschland besonders in nitrophilen Saumgesellschaften (Unterklasse Galio-Urticenea) vor.

## Ausbreitungsmechanismen
Sowohl in ihrem neuen als auch in ihrem ursprünglichen Verbreitungsgebiet nutzt sie unterschiedliche Ausbreitungsstrategien. In Europa und Nordamerika ist der Riesen-Bärenklau eine durch Menschen eingeführte Pflanze. Sie wird deswegen auch als hemerochore Pflanze bezeichnet.

### Wind- und Schwimmausbreitung

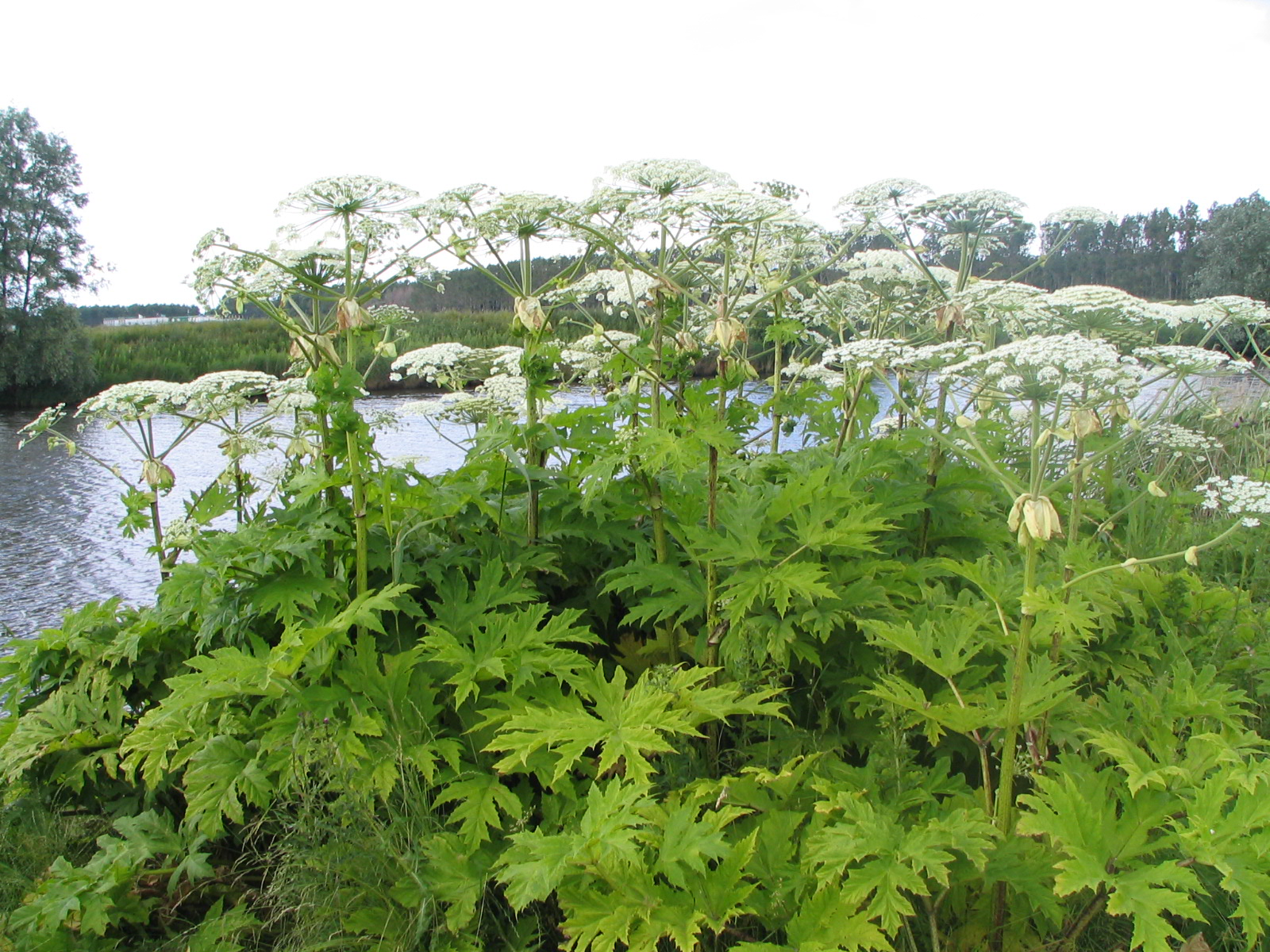
Riesen-Bärenklau breitet seine Diasporen auch über Schwimmausbreitung aus.

Der Riesen-Bärenklau breitet seine Samen überwiegend durch den Wind (Anemochorie) aus. Die Ausbreitungsdistanzen, die dabei, von der Mutterpflanze ausgehend, überwunden werden, betragen bis zu 180 Meter leewärts (gemessen auf einem Mähwiesen-Hang oberhalb von Freiburg-Littenweiler). Die Fähigkeit der Pflanze, schnell große Flächen zu besiedeln, ergibt sich auch aus der Schwimmfähigkeit der Samen von bis zu drei Tagen. Samen einer Pflanze, die am Rand eines Gewässers steht, können so große Distanzen zurücklegen (Schwimmausbreitung, Nautochorie). Durch Hochwasser werden die Samen auch an höher gelegene Uferbereiche geschwemmt.
Untersuchungen von Invasionsbiologen haben am Beispiel der Verbreitung am Bach Auschnippe nördlich von Dransfeld (Landkreis Göttingen) zeigen können, dass offenbar alle Riesen-Bärenklauansiedlungen entlang dieses Baches auf eine in der Mitte von Dransfeld stehende Einzelpflanze zurückgingen. Vom Bach aus eroberte der Riesen-Bärenklau durch Windausbreitung erfolgreich weitere angrenzende Flächen wie Wiesen oder Brachland sowie Weiden.

### Ausbreitung durch Tiere und unbeabsichtigten Transport
Zur Ausbreitung der Diasporen trägt auch unbeabsichtigter Transport bei (Agochorie), vor allem durch landwirtschaftliche Fahrzeuge. Als Beispiel führt Kowarik eine Anpflanzung durch einen Imker in der Mitte der 1980er Jahre am Kleinen Drakenberg an. Obwohl an diesem Ort keine Fließgewässer die Ausbreitung des Riesen-Bärenklau förderten, befanden sich 15 Jahre später Pflanzen bis zu 3,5 Kilometer von diesem ursprünglichen Ausbreitungsraum entfernt. Damit war die Art in der Lage, jährlich eine durchschnittliche Distanz von 233 Metern zu überwinden. Die neuen Vorkommen fanden sich überwiegend entlang von Wegen, die durch Kraftfahrzeuge genutzt wurden, sowie entlang von Wildwechseln, die vor allem von Wildschweinen passiert wurden. Letzteres wird als Beleg dafür angeführt, dass Riesen-Bärenklau auch zoochor, also durch Tiere ausgebreitet werden kann.

## Riesen-Bärenklau als invasiver Neophyt
Die im blühenden Stadium jahrzehntelang als besonders dekorativ wertgeschätzte Staude wurde seit Anfang des 21. Jahrhunderts als invasiver Neophyt betrachtet und seine Ausbreitung häufig sehr emotional wahrgenommen oder reißerisch in der Presse kommentiert. Diese Reaktion ist teilweise darauf zurückzuführen, dass die Pflanze erhebliche gesundheitliche Risiken in sich birgt und bereits bloße Berührungen ernsthafte gesundheitliche Schädigungen nach sich ziehen können.
Neben gesundheitlichen Gefährdungen durch den Riesen-Bärenklau gibt es noch folgende:
- Da die Wurzeln des Riesen-Bärenklaus – anders als eine geschlossene Grasnarbe mit ihrem auch im Winter weiterlebenden Wurzelfilz – keine böschungsbefestigende Wirkung haben, diese Pflanzen jedoch häufig am Rand von Fließgewässern gedeihen, kann von ihnen bei Hochwasser eine erhöhte Erosionsgefahr ausgehen. Denn ähnlich wie im tiefen Schatten unter den Kolonien des Japanischen Staudenknöterichs stirbt auch unter den großen Blättern des Riesen-Bärenklaus der bodenschützende Graswuchs ab, sodass die Uferböschung dort abgetragen werden kann.
- Erosionsgefährdung trat auch an den Hängen von Hohlwegen auf.
- Zu Ertragsverlusten kann es kommen, wenn Riesen-Bärenklau-Pflanzen auf Äckern und Wiesen wachsen.
- Vom Riesen-Bärenklau dominierte Standorte weisen wegen der Verschattung ein geringeres Artenspektrum in der Krautschicht auf. Oft breitet er sich an durch menschliche Eingriffe bereits veränderten gestörten Standorten aus, an denen sich Arten der Roten Liste nur selten finden. Der Riesen-Bärenklau breitet sich aber auch in gefährdeten Biotopen aus, wie etwa feuchten Hochstaudenfluren. Auf Wiesen kann er auch seltenere oder gefährdete Arten bedrohen, wie Gewöhnliche Wiesensilge, Wiesen-Schlüsselblume und Wollkopf-Kratzdistel,[15] oder er behindert Pflegemaßnahmen des Naturschutzes.

Der vom Riesen-Bärenklau ausgehende ökologische Schaden wird im Vergleich mit anderen invasiven Neophyten, wie beispielsweise der Späten Traubenkirsche oder der Gewöhnlichen Robinie, eher überschätzt. Die breite öffentliche Wahrnehmung der Pflanze als problematischer Neophyt resultiert auch aus ihrer Auffälligkeit und aus den Risiken für die menschliche Gesundheit.
Seit 2017 ist die Art durch die Europäische Kommission in die Liste invasiver gebietsfremder Arten von unionsweiter Bedeutung aufgenommen, so dass jede Vermehrung, Freisetzung oder Beförderung in der Europäischen Union verboten ist und jeder Mitgliedstaat Maßnahmen zur Erkennung, Überwachung und Bekämpfung ergreifen muss. In Deutschland sind entsprechende Maßnahmenpläne der zuständigen Behörden vorbereitet.
Die Pflanze befindet sich auf der Liste der gebietsfremden invasiven Pflanzen der Schweiz.

### Bekämpfung des Riesen-Bärenklaus

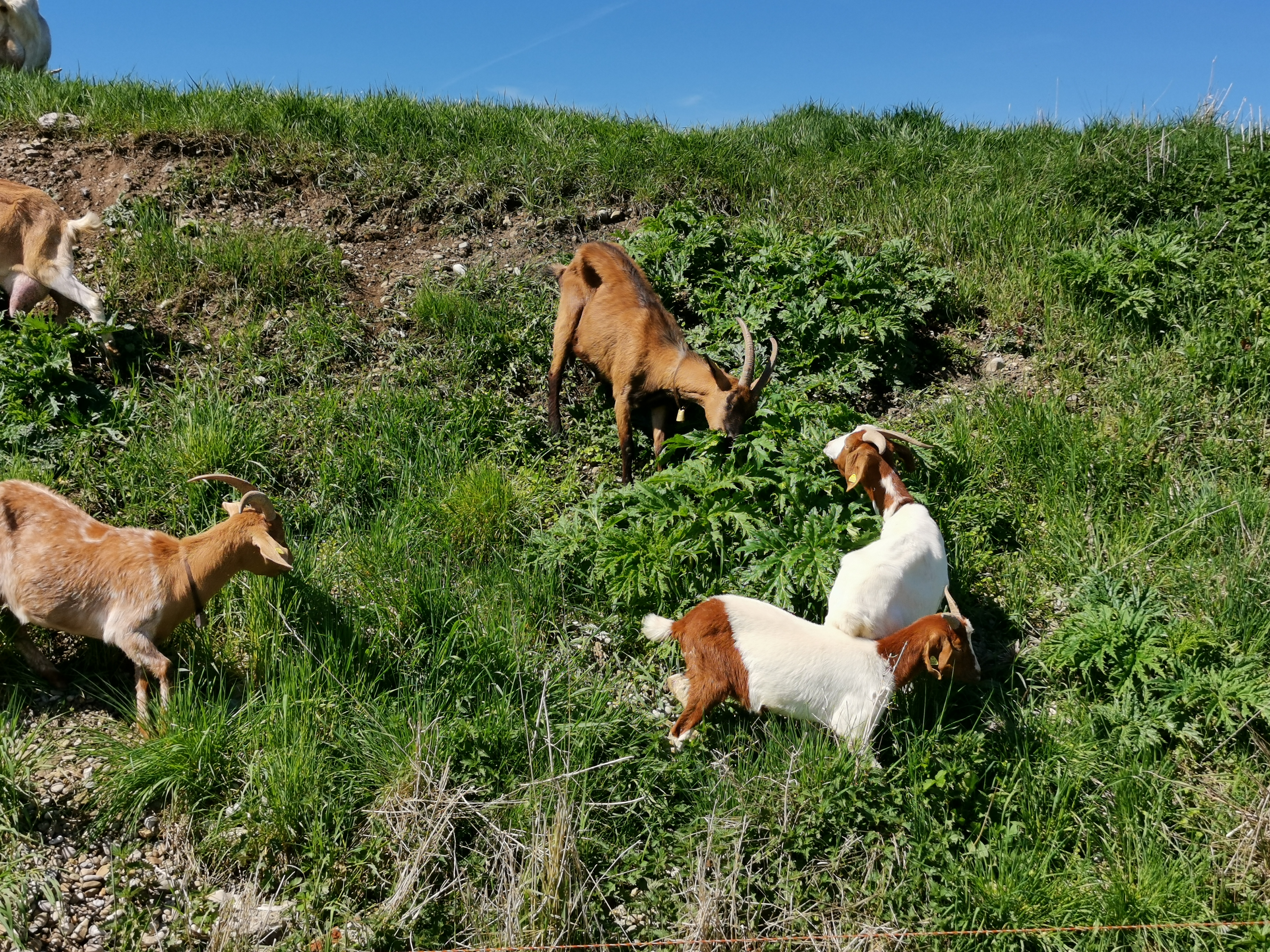
Ziegen fressen Riesen-Bärenklau auf einem ehemaligen Kiesabbau- bzw. Deponiegelände (Planegg).

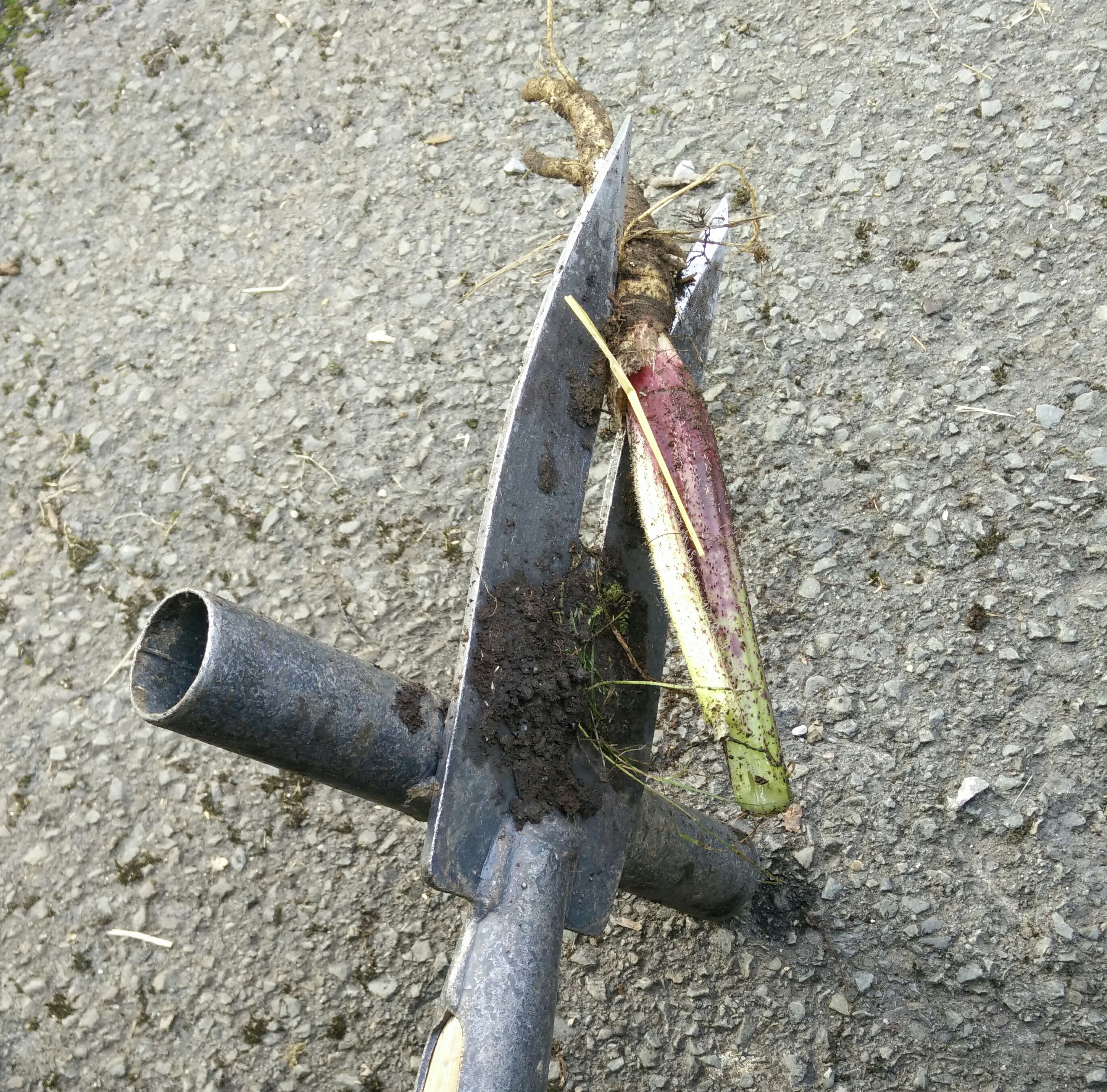
Abstechen eines Riesen-Bärenklaus

Bei den Bekämpfungsmaßnahmen wird zwischen großflächigen Beständen und Einzelpflanzen bzw. kleinflächigen Beständen unterschieden. Großflächiger Bestand kann mit Herbiziden bekämpft werden, auf geeigneten Flächen auch durch mehrfaches Mähen und Mulchen, Fräsen oder durch das Beweiden mit Schafen oder Ziegen. Gern gefressen wird das Herkuleskraut von den Weidetieren allerdings nicht, sondern ähnlich wie im Falle Japanknöterich nur gezwungenermaßen, durch enges Einpferchen. Noch ungeklärt ist auch die Frage, ob nicht, wie beim hochgiftigen Herbstzeitlosen-Kraut im Futter von Nutztieren, auch hier ein relevanter Teil der Toxine in Milch und Fleisch übergehen kann. Die Bekämpfung erfolgt im niedrigen Bestand spätestens im April, wobei bei der Anwendung von Unkrautbekämpfungsmitteln ein Sachkundenachweis sowie eine naturschutzbehördliche Ausnahmegenehmigung erforderlich sein können. In den folgenden Jahren genügt eine Nachkontrolle, das Jäten aufkommender Keimlinge (anfangs rundblättrig!) und eventuell eine mechanische Bodenbearbeitung.
Zum Bekämpfen von Einzelpflanzen und kleinen Beständen im Vorfrühling und Frühling wirkt einfaches Abschneiden sofort, aber oft nicht nachhaltig. Sehr wirksam ist das Schneiden von Stängeln mittels Forstsense direkt über dem Boden und anschließendes Bestreichen der verbleibenden Spross-Stümpfe mit einer wirksamen Herbizid-Lösung. Durch Gegendruck sollte der Bekämpfer davor geschützt werden, dass die umstürzende Pflanze auf ihn fällt.
Da die adulte Pflanze vor dem Ausreifen der Früchte Reserven zur erneuten Blütenbildung besitzt, treibt sie später häufig nach und meist auch im Folgejahr wieder aus. Wenn Pflanzenexemplare nach Schnitten weitere ruhende Knospen im oberen Teil der Wurzel austreiben, hilft nachhaltig nur das Ausgraben bzw. Abstechen der Wurzel 15 Zentimeter unter der Oberfläche. Auch später im Jahr können weitere Jungpflanzen austreiben, sodass eine regelmäßige Nachkontrolle und bei Bedarf eine Bekämpfung bis September notwendig wird. Die Jungpflanzen mit rundlichen, ganzrandigen Blättern müssen auch in den folgenden Jahren jedes Mal beseitigt werden.
Guten Erfolg zeigt das Abschneiden und Entsorgen der Samenstände im Sommer. Das Abschneiden des Samenstandes sollte erfolgen, wenn die Mitteldolde bereits grüne (schwere) Früchte ausgebildet hat (etwa ab Mitte Juli), aber bevor die Früchte erste braune Streifen zeigen und auszufallen beginnen. Die nicht samentragenden Nebendolden befinden sich zu dieser Zeit noch in voller Blüte und müssen abgeschlagen werden, um an Ort und Stelle zu vertrocknen. Die samentragenden Dolden reifen nach und werden daher vollständig entsorgt. Die Fruchtstände müssen unbedingt entfernt werden und dürfen nicht in den Kompost gelangen. Sie können über den Restmüll entsorgt oder vor Ort verbrannt werden. Die Mutterpflanze kann stehen bleiben und stirbt schon vor dem folgenden Winter ab. Kindel werden nicht gebildet. Der Standort muss in den Jahren danach kontrolliert und das Abschneiden bei Bedarf jedes Mal wiederholt werden.

Zur Beseitigung selbst in kleinem Rahmen sind Handschuhe, Schutzkleidung, Schutzbrille und gegebenenfalls Atemschutz erforderlich. Als Vorsichtsmaßnahme sollte in hohen Beständen eine Astsäge oder -schere mit Teleskopstiel verwendet werden, um Verletzungen durch die oberflächlichen Toxine der stürzenden Pflanzen zu vermeiden. Arbeiten bei bedecktem Himmel und nur schwachem Wind ist empfehlenswert. Die örtliche Naturschutzbehörde erteilt Rat, sorgt für die Beseitigung auf öffentlichen Flächen und unterstützt in einigen Gemeinden auch in Privatgärten. Die Beseitigung sollte mit Vorsicht, Sorgfalt und Sachkunde erfolgen, sodass sichergestellt ist, dass es sich um Riesen-Bärenklau handelt und nicht versehentlich andere Pflanzen, z. B. Engelwurz, zerstört werden.

## Gesundheitliche Schädigungen durch den Riesen-Bärenklau

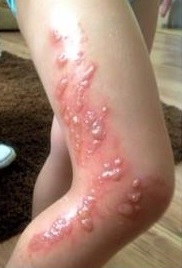
Hautreaktion nach Kontakt mit Riesen-Bärenklau

In und auf der gesamten Pflanze (auch im Wurzelsystem) sind Furocumarine enthalten, die nach Hautkontakt bei anschließender Bestrahlung durch Sonnenlicht, auch um mehrere Stunden oder Tage verzögert, phototoxische Reaktionen hervorrufen. Bei empfindlichen Menschen genügt bereits ein einfacher Kontakt mit der Oberfläche der Blätter. Die Reaktionen zeigen sich in Rötungen, Hautentzündungen, Reizungen und in schlimmen Fällen in einer blasenbildenden Dermatitis, die sich mit entzündlichen und schmerzhaften Blasenbildungen äußert. Diese können großflächig sein und Verbrennungen ersten bis zweiten Grades hervorrufen. Die Hautreizungen und Blasen können wochenlang anhaltende nässende Wunden verursachen und mit anhaltenden Pigmentveränderungen einhergehen. Auch Fieber, Schweißausbrüche und Kreislaufschocks können die Folge des Kontaktes mit der Pflanze sein.
Unter Umständen können Reaktionen auch wenige Tage später durch dann auf die betroffene Haut einstrahlendes Sonnenlicht ausgelöst werden. An heißen Tagen werden zudem die Furanocumarine von der Pflanze an die Umgebung abgegeben, und es kann bereits bei einem längeren Aufenthalt unmittelbar neben den Pflanzen zu den oben beschriebenen Erscheinungen oder auch zu Atemnot kommen. Ausgasende Furanocumarine können eine (bis zu drei Wochen anhaltende) akute Bronchitis verursachen.
Bei Arbeiten mit dem Rasentrimmer oder beim Abhacken der Pflanze kann der Pflanzensaft auch durch die Kleidung hindurch Auswirkungen hervorrufen.
Nach Kontakt mit Teilen der Pflanze sollte man Sonne meiden und die betroffenen Hautstellen mit Wasser und Seife, besser mit Spiritus abwaschen. Bei Hautreizungen sollte ein Hautarzt aufgesucht werden. Verwendete Arbeitsgeräte (Sense, Spaten) sollten mit in Spiritus getauchtem Zeitungspapier von oben nach unten abgerieben werden, das Papier danach verbrannt werden. Verwendete Gummihandschuhe sollte man umstülpen und nicht erneut verwenden. Dünne Einmalhandschuhe können von den Furanen innerhalb einer Stunde durchdrungen werden.

## Kulturgeschichte
Der Riesen-Bärenklau ist in Europa eine verhältnismäßig junge Pflanze, die erst wenig Eingang in die Kulturgeschichte gefunden hat. Eine Ausnahme stellt das Lied The Return of the Giant Hogweed der Progressive-Rock-Band Genesis dar, das satirisch den Riesen-Bärenklau als ernsthafte Gefahr darstellt. So heißt es unter anderem „[…] turn and run, nothing can stop them, around every river and canal their power is growing […]“ (deutsch: „[…] kehr um und lauf, nichts kann sie aufhalten, an jedem Fluss und Kanal wächst ihre Macht […]“). Das Stück erschien 1971 auf dem Album Nursery Cryme.
Im Kinderlied Geht der gute Mond auf seine Reise von Ute Rink wird stattdessen ein idyllisches Bild gezeichnet: „Im Riesenbärenklau / sitzt die Igelfrau / mit ihrem Igelmann – / die beiden schau'n sich zärtlich an.“ Im Roman Herr Yamashiro bevorzugt Kartoffeln von Christoph Peters hingegen hatte der Protagonist Ernst Liesegang „in der neusten, fünfundzwanzigbändigen Ausgabe von Meyers Enzyklopädischem Lexikon, die sein Vater vor kurzem angeschafft hatte, vergeblich nach einem Artikel über den Riesenbärenklau gesucht“, und da „ihn die Geschwindigkeit, mit der aus der Sumpfkuhle hinter dem Haus seit Mitte Februar neue Blätter und Triebe wuchsen, zunehmend beunruhigt“ hatte, beauftragte er mit dessen Entfernung einen pensionierten Experten der schwedischen Forstverwaltung, dem es „in seiner aktiven Zeit nicht gelungen war, die seit anderthalb Jahrzehnten zunehmend verheerende Ausbreitung von Herculeum giganteum in Schweden zu verhindern“ und somit beschlossen hatte, „sich dieser Aufgabe von nationaler, ja europäischer Bedeutung über den Tag seiner Pensionierung hinaus zu verschreiben.“
Unter Jägern finden die dicken Stängel des Riesen-Bärenklaus als Hirschruf Verwendung.